# بروك ماغنانتي
بروك ماغنانتي (من مواليد 5 نوفمبر 1975) باحثة ومدونة وكاتبة بريطانية أمريكية المولد، عرفت بالاسم المستعار بيل دي جور حتى تم الكشف عن هويتها في نوفمبر 2009. و أفضل مدونة ويب بريطانية لعام 2003 في صحيفة الغارديان، أصبحت مذكراتها التي نُشرت كمدونة مجهولة باسم بيل دي جور: يوميات فتاة اتصال لندن، ذات شعبية متزايدة حيث أحاطت التكهنات بهوية الكاتبة ظلت مجهولة المصدر، واستمرت في نشر تجاربها تحت عنوان "المغامرات الحميمة لفتاة اتصال لندن" في عام 2005 و"المغامرات الإضافية لفتاة اتصال لندن" في عام 2006. وكان أول كتابين لها من بين أفضل 10 كتب مبيعًا في المملكة المتحدة. تم تحويل مدونات بيل وكتبها إلى برنامج تلفزيوني بعنوان مذكرات سرية لفتاة الاتصال بطولة بيلي بايبر في دور بيل في عام 2007، خوفًا من الكشف عن هويتها الحقيقية، كشفت عن اسمها الحقيقي ومهنتها كعالمة في صحة الأطفال عام 2009.
تعتير بروك أحد وجوه عام 2009 في صحيفة الغارديان. ظهرت بروك بعدها في أكثر من 100 وسيلة إعلامية منها صنداي تايمز، وإندبندنت، ونيوساينتست، بإلاضافة إلى كاتبة عمود في التلغراف، وقد ساهمت بمقالات في الغارديان، بافلر، وجريدة بيغ إيشيو، وهي متحدثة عامة مشهورة في موضوعات علم القياسات الحيوية والطب الشرعي، والجنس والثقافة، وإخفاء الهوية والهوية على الإنترنت. تم تكريمها في قائمة 100 امرأة على قناة بي بي سي في عامي 2013 و2014. تدعو الدكتورة بروك إلى إلغاء تجريم الدعارة ورفض الحجج الأخلاقية ضد صناعة الجنس.

## نشأتها
ولدت بروك في غرب وسط فلوريدا عام 1975. حصلت على بكالوريوس العلوم. حصلت على درجة الدكتوراه من جامعة ولاية فلوريدا عام 1996، حيث درست في قسمي الأنثروبولوجيا والرياضيات. درست لاحقًا للحصول على درجة الماجستير في علم الأوبئة الوراثية في جامعة شيفيلد في إنجلترا، وحصلت على درجة الدكتوراه. في قسم الطب الشرعي هناك. عملت في علوم الطب الشرعي وعلم الأوبئة والمعلوماتية الكيميائية وأبحاث السرطان.